# Nora En Pure
Daniela Di Lillo, korábban Daniela Niederer (Johannesburg, 1990. július –), művésznevén Nora En Pure dél-afrikai származású svájci deep house lemezlovas és zenei producer. Első sikere a 2013-as "Come With Me" című kislemeze volt, ezt olyanok követték, mint a "Morning Dew", a "Lake Arrowhead", vagy a "Tears In Your Eyes".

## Élete
Édesapja svájci, édesanyja dél-afrikai. Johannesburgban született, de még csecsemőkorában Svájcba költözött családjával. Gyerekkorától játszik hangszereken. 2010-ben kezdett el komolyan foglalkozni az elektronikus zenével, azóta készít EP-ket. Az első lépést a nemzetközi zenei szcéna irányába "Saltwater" című dalával tette meg, majd 2013-ban ért el áttörést "Come With Me" című szerzeményével. Fellépett már olyan fesztiválokon is, mint a Coachella Fesztivál vagy a Tomorrowland.
2019-ben és 2020-ban is ő nyerte az International Dance Music-díjat a legjobb női house előadó kategóriájában.

## Diszkográfia

### EP-k
- Stockholm Tears (2010)
- Velvet (2010)
- Feel the Force (2011)
- Deep House Session 1 (2013)
- Come With Me (2013)
- Sweet Melody (2013)
- True (2014)
- Into the Wild (2015)
- Morning Dew (2016)
- Lake Arrowhead (2016)
- Conquer Yosemite (2017)
- Sphinx (2018)
- Don't Look Back (2018)
- Polynesia (2018)
- Homebound (2019)
- Delta / Bartok (2020)
- Wholehearted (2023)